# Романово (Панкрушихинский район)
Романово — село в Панкрушихинском районе Алтайского края России. Административный центр Романовского сельсовета.

## География
Село расположено в северо-западной части Алтайского края, к западу от Новосибирского водохранилища, на расстоянии примерно 16 километров (по прямой) к северо-востоку от села Панкрушиха, административного центра района. В окрестностях села находятся озёра: Лешачье, Малое и Глухое. Абсолютная высота — 189 метров над уровнем моря

Климат континентальный, средняя температура января составляет −18,7 °C, июля — 22 °C. Годовое количество атмосферных осадков — 465 мм.

## История
Основано в 1726 году. В 1926 году состояло из 848 хозяйств, основное население — русские. Действовали школа I ступени, лавка общества потребителей и нардом. В административном отношении являлось центром Романовского сельсовета Панкрушихинского района Каменского округа Сибирского края.

## Население
| 1926 | 1997 | 1998 | 1999 | 2000 | 2001 | 2002 |
| ---- | ---- | ---- | ---- | ---- | ---- | ---- |
| 4298 | ↘925 | ↘922 | ↘909 | ↘872 | ↗915 | ↘844 |
| 2003 | 2004 | 2005 | 2006 | 2007 | 2008 | 2009 |
| ↘776 | ↘769 | ↘754 | ↘674 | ↘673 | ↘667 | ↘640 |
| 2010 | 2011 | 2012 | 2013 |      |      |      |
| ↘510 | ↘506 | ↘487 | ↘456 |      |      |      |

Согласно результатам переписи 2002 года, в национальной структуре населения русские составляли 94 %.

## Инфраструктура
В селе функционируют средняя общеобразовательная школа, фельдшерско-акушерский пункт, дом культуры и отделение Почты России.

## Улицы
Уличная сеть села состоит из 10 улиц.